# Sveriges Television
SVT (Sveriges Television AB — АТ «Шведське телебачення») — шведська суспільна телемовна організація.

## Історія

### Період монополії (1925—1987)
Створена в 1925 році як RT (Radiotjänst — «Служба радіомовлення»), в тому ж році вона на довгі хвилях запустила однойменний радіоканал. У 1938 році RT на коротких хвилях запустила міжнародний іншомовний телеканал Radio Sweden. У 1955 році RT на середніх хвилях запустила радіостанцію RT P2. У 1956 році на метрових хвилях RT запустила телеканал RT TV. У 1957 році була перейменована в SR, і телеканал RT TV відповідно — в SR TV. У 1964 році SR на ультракоротких хвилях запустила радіоканал SR P3, в 1969 році на дециметрових хвилях телеканал SR TV2, а SR TV був перейменований в SR TV1. 1 квітня 1970 року SR TV1 і SR TV2 стали мовити в стандарті PAL. У 1979 році SR була розділена на SVT (Sveriges Television — «Телебачення Швеції»), до якої перейшли SR TV1 і SR TV2, RR (Sveriges Riksradio — «Національне радіо Швеції»), якої перейшли SR P1, SR P2 і SR P3, LRAB (Sveriges Lokalradio — «Місцеве радіо Швеції»), до якої перейшло виробництво місцевих програм, UR (Sveriges Utbildningsradio — «Освітнє радіо»), якого перейшло виробництво освітніх програм.

### Період після скасування монополії (з 1987)

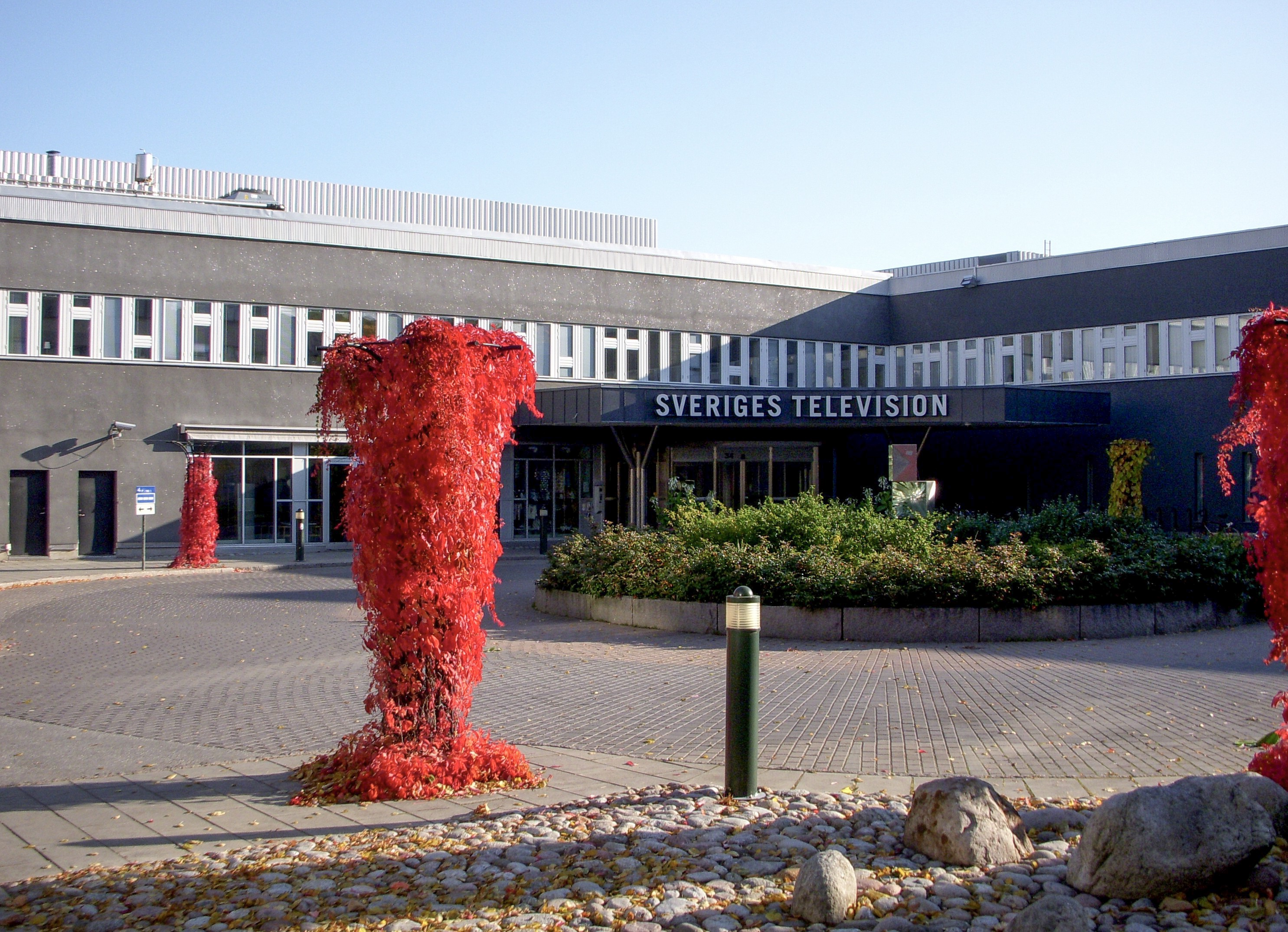
Штаб-квартира SVT в Стокгольмі.

У 1987 році монополія громадських мовників на телерадіомовлення була скасована. У 1988 році в шведо-мовних муніципалітетах Фінляндії SVT в стандарті PAL запустила телеканал TV4, в 1997 році він був замінений телеканалом SVT Europe (з 2009 року SVT World), який був запущений через супутникове телебачення. У 1999 році SVT запустила дублі своїх телеканалів в стандарті DVB-T. 15 березня 1999 року SVT через супутникове телебачення запустила телеканал SVT24, 23 грудня 2002 року — SVT Barnkanalen, 27 грудня 2004 року Kunskapskanalen. 20 жовтня 2006 року SVT в стандарті 720p запустила телеканал SVT HD. 29 жовтня 2007 року припинили мовлення дублі всіх телеканалів SVT в стандарті PAL. 20 вересня 2010 року SVT HD був перейменований в SVT 1 HD, а 1 листопада 2010 року було запущено другий HD-телеканал — SVT 2 HD. 30 квітня 2017 року SVT World був закритий.

## Телеканали

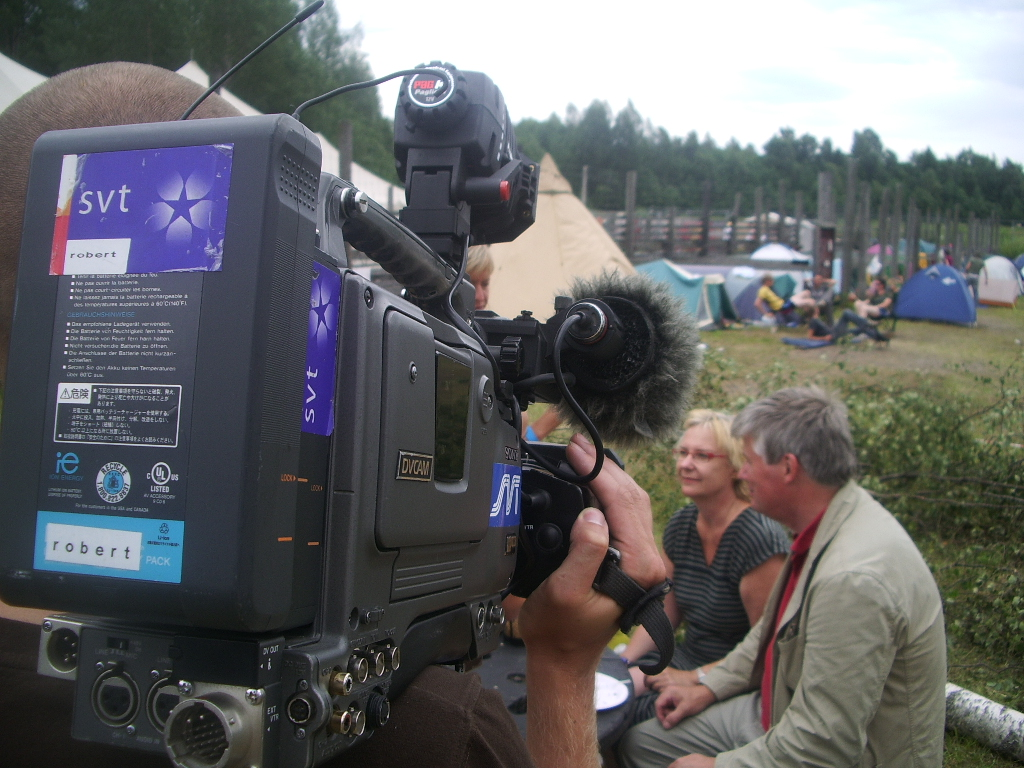
Репортер від SVT

### Загальнонаціональні телеканали загальної тематики
- SVT1 — основний канал з широким змістом.

- SVT2 — канал із спеціалізацією на культуру, політику і документальні фільми.

Доступні у всіх районах Швеції через ефірне (цифрове (DVB-T) на ДМВ, раніше — аналогове (PAL) на МВ та ДМВ), супутникове, кабельне телебачення, IPTV на перших двох телеканалах, а також через Інтернет.

### Міжнародні телеканали
- SVT World — міжнародний супутниковий канал

Доступний у всьому світі через супутникове телебачення та Інтернет.

### Тематичні загальнонаціональні телеканали
- SVT24 — ввечері показуються повтори програм SVT1 і SVT2, у вихідні дні — спортивні та новинні програми.

- SVTB — Barnkanalen — дитячий канал, що мовить в денний час.

- SVTK — Kunskapskanalen — науково-популярний канал. Транслюються різні документальні фільми про науку, історію, географію і т. ін.

- SVT HD — версії програм з інших каналів SVT.

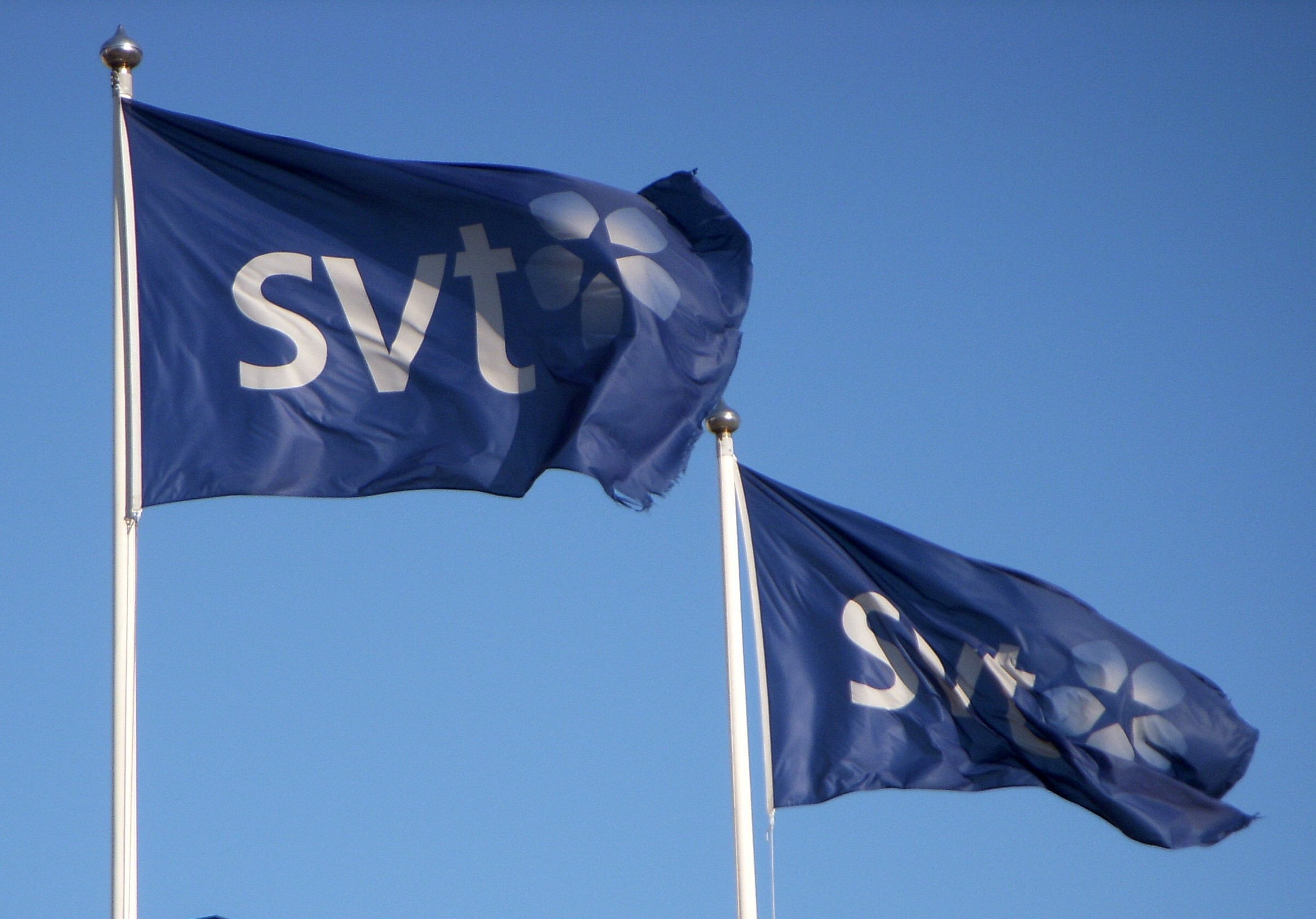
Прапори біля телевізійного центру SVT, 2008

Доступні у всіх районах Швеції через ефірне (цифрове (DVB-T2) на ДМВ), кабельне, супутникове телебачення, IPTV на другорядних каналах, а також через Інтернет.

## Управління, фінансування та рейтинг
SVT є акціонерним товариством. Управляється Правлінням (Styrelse), яке обирається Адміністративним фондом Радіо Швеції, Телебачення Швеції і Освітнього радіо (Förvaltningsstiftelsen för SR, SVT och UR) і виконавчим директором (Verkställande direktör). Фінансується за рахунок податку на радіоприймачі і телевізори.
Sveriges Television є найбільшою телевізійною мережею в Швеції, її частка аудиторії становить 36,4 %.